# Башня познания
«Башня Познания», или «Школа Тауэр» (англ. Tower Prep) — научно-фантастический молодёжный телесериал производства США, Канада. Первая серия была показана в Северной Америке 16 октября 2010 года на телеканале Cartoon Network .
В телесериале тесно переплетаются элементы мистики, драмы и романтической комедии. Научные поиски героев «Школы Тауэр», идущие рука об руку с раскрытием загадок сверхъестественной природы, напоминают более ранние сериалы например Школа «Чёрная дыра». «Школа Тауэр» считается семейным кино. На настоящий момент снят 1 сезон шоу, состоящий из 13 серий (эпизодов) по 42 минуты каждая. Последние 2 из них были впервые показаны 28 декабря 2010 года.

## Сюжет
Действие сериала разворачивается в вымышленной частной школе-интернате для подростков с особыми способностями. Никто из учеников не знает, где находится эта школа, и как они туда попали. Кроме того, никто не может покинуть её. Главный герой сериала Иен Арчер засыпает, играя в видеоигру, и просыпается в школе Тауэр, не помня как он туда попал. В ходе неудачной попытки бежать он встречает трех учеников, также пытающихся покинуть школу: Гейб, Зуки и СиДжей. Они становятся друзьями и, на протяжении сериала, пытаются раскрыть тайны школы и вернуться домой.

## Название
До показа на российском телеканале СТС в русском прокате сериал не выходил и профессионального перевода не было. Неофициально сериал был переведен и озвучен несколькими любительскими релиз-группами, которые перевели название как «Башня Познания». Следует заметить, что такой перевод неправильный: здесь «Tower» — имя собственное (имя основателя школы) и, следовательно, не переводится, «prep» («preparatory») — в Северной Америке «частная школа», иногда ведущая подготовку перед колледжем, таким образом фактически название переводится как «Частная школа Тауэр». Так как «Башня Познания» уже распространено в рунете, предлагается оба перевода.

## Актёры и персонажи

### Основной состав

#### Ученики
- Иен Арчер (Дрю Ван Эккер) — Иен может видеть события за секунду до того, как они произойдут в действительности. Эти способности позволяют достигать исключительных результатов в боевых искусствах. Иен часто использует свои способности, чтобы защитить своих друзей. Ему намекнули, что он может быть связан с основателем школы, а его семья связана с самой школой. Арчер влюблён в СиДжей и предлагает ей остаться у него дома, если им удастся бежать.
- Габриел «Гейб» Лексингтон Форрест (Райан Пинкстон) — Гейб имеет способность, позволяющую ему уговорить любого сделать то, что он просит; этим он пользуется до появления Иена, но в дальнейшем обещает сдерживаться. Он — клоун класса, любит делать саркастические замечания учителям и другим ученикам. Становится известным, что Гейб — малолетний преступник; он сам упоминает об условно-досрочном освобождении.
- Кендис «СиДжей» Уорд (Элиз Гатьен) — имеет врождённую способность читать язык тела, по которому узнаёт многое о людях, а в эпизоде «Шёпот» выясняется, что она может узнавать людей по их почерку. Утверждает, что не помнит своей жизни до Школы Тауэр. Для большинства преподавателей СиДжей является идеальным учеником, для учащихся — одной из самых популярных девочек школы. Участвует в организации побега из школы, умело скрывает свои истинные намерения. В эпизоде «Доносчик» выясняется, что СиДжей — дочь директора школы, и он заставил её рассказывать все, что она знает.
- Суки Сато (Диана Лью) — может имитировать любой звук, который она слышала хоть раз, также может копировать любой почерк. Её отец является владельцем известной электронной компании SatoScientific, являющиеся основным поставщиком оборудования для школы. Суки разбирается в электронных устройствах, часто взламывает компьютер, управляющий школой (Шепот 120 и более ранние версии). Главные герои называют её «наш мозг». У Суки есть брат Синдзи, который когда-то был учащимся Школы Тауэр.

#### Персонал школы
Личные имена преподавателей не фигурируют и каждого преподавателя называют (а также обращаются к преподавателю) по наименованию преподаваемой науки. (Примеры: историк, биолог.) Если преподаватель преподает две науки, то его зовут по обоим например тренер, историк (при этом на уроке истории «историк», а на тренировке «тренер»).
- Директор (Тед Уитал) — является директором школы, однако подчиняется «администрации» и даже работает против неё. Он всегда заявляет, что школа предназначена исключительно для развития особых талантов учеников, однако из отдельных разговоров выясняется, что у директора есть и другие планы.
- Тренер (Дэн Пайни) — тренер, сам был учеником школы. С Тренером у Иена складываются наиболее близкие отношения.
- Тренер История (Ричард Стинметц) — тренер команды красный буфер и преподаватель истории. Однажды обещал, что если Иен победит команду золотой буфер, то он всё расскажет о «Гномах», которые его не трогают.
- Медсестра (Карин Коновал) — медсестра школы, обвинённая в начале эпидемии, однако Иен помогает найти истинного виновника.
- Доктор Спекс (Алекс Дьякун) — работает в подземной лаборатории. Подготавливает новых студентов, частично стирая им память, а затем транспортируя их в кампус. Также работает в Западном кампусе.

### Второстепенный состав
- Шёпот 120 (озвучена Пегги Джо Джейкобс) — компьютер, сделанный «Сато Системс», усовершенствованная версия «Шёпот 119» (и более ранних версий). Она не так чувствительна, как предыдущие версии, и сделана преданной директору. Шёпот 120, после побега в финале сезона Иена, Гейба, Суки, и СиДжей, сообщает им, что они «прошли испытания», но у них есть «высшая цель», и они нужны директору, чтобы помочь ему выиграть «войну, которая грядет».
- Рэй Шнайдер (Ричард Хармон) — Рэй был одним из первых соседей Иена в комнате. Продолжает быть его противником, даже после переезда Арчера в другую комнату. Обладает суперсилой.
- Келвин «Кел» Райс (Изак Смит) — капитан команды золотой буффер, главный противник Иена.
- Эмерсон Пoeнceт (Джеффри Баллард) — ученик со способностью микроскопического зрения.
- Говард Гилмор (Джарод Джозеф) — отрицательный персонаж, способный видеть в темноте.
- Джереми, Один (Эндрю Дженкинс) — отрицательный персонаж, главарь «Воронов». У него такая же способность, как и у Иена.